# Берделе, Альфред-Эммануэль
Альфред-Эммануэль Берделе́, известный как Альфред Берделе́ Второй (фр. Alfred-Emmanuel Beurdeley; 11 августа 1847, Париж — 20 ноября 1919, Париж) — французский мебельный мастер-краснодеревщик, антиквар и коллекционер произведений искусства.

## Биография
Альфред-Эммануэль Берделе Второй происходил из потомственной семьи мастеров-мебельщиков. Он был внуком Жана Берделе (1772—1853) и внебрачным сыном Луи-Огюста-Альфреда Берделе (1808—1882). Его дед воевал в батальоне Мюрата в войсках Наполеона Бонапарта. Впоследствии он открыл небольшой антикварный магазин в парижском районе Маре. В 1830 году Жан Берделе приобрёл «Ганноверский павильон» (Galerie du Pavillon de Hanover) на Итальянском бульваре в Париже. Это место стало галереей династии Берделе.
Отец Альфреда-Эммануэля, Луи-Огюст-Альфред, возглавил семейное дело в 1835 году. Его ценили в качестве умелого мастера, воспроизводящего образцы мебели XVIII века. Среди его клиентов были такие известные личности, как Наполеон III и императрица Евгения.
В 1875 году Альфред-Эммануэль Берделе принял на себя управление галереей и всеми мастерскими своего отца. В мастерских изготавливали мебель по старинным образцам с фанеровкой красного дерева, маркетри и деталями из позолоченной бронзы. В 1878 году Берделе был удостоен золотой медали на Всемирной выставке в Париже.
Пять лет спустя, в 1883 году мастер стал кавалером ордена Почетного легиона. После того как в 1893 году умерла его жена, Берделе отказался от коммерческой деятельности. В 1895 году он продал Ганноверский павильон. Остаток своей жизни и своё состояние Альфред Эммануэль Берделе посвятил приобретению произведений искусства.

## Коллекция Берделе
Художественная коллекция Альфреда-Эммануэля Берделе насчитывала более 28 000 рисунков и гравюр, к 1900 году он владел самой большой частной коллекцией гравюр в Европе. Основную часть составляли рисунки и гравюры знаменитых французских, немецких и нидерландских художников-орнаменталистов. Значительное место занимала коллекция изделий китайского и западное-вропейского фарфора.
В коллекции антиквара также имелись картины, среди них «Четыре обнажённых мужчины» Пизанелло (теперь в Лувре, Париж), «Мечтательница» Фрагонара (ныне в Метрополитен-музее, Нью-Йорк). Кроме того: тридцать три гравюры из первого издания «Тавромахии» Гойи.
В 1888 году, испытывая материальные трудности, Берделе решил продать свою коллекцию из 6115 архитектурных и орнаментальных рисунков. По инициативе А. А. Половцова, государственного секретаря канцелярии императора Александра III, сенатора, председателя Русского исторического общества и председателя, в 1891—1909 годах, Совета Центрального Училища технического рисования барона Штиглица в Санкт-Петербурге, в 1888—1889 и 1891 годах, в два этапа, значительная часть орнаментальных рисунков и гравюр коллекции Берделе была приобретена для музея и библиотеки училища. В 1924—1928 годах в связи с «перераспределением музейных экспонатов» большую часть этой коллекции из библиотеки училища передали на хранение в Государственный Эрмитаж.